# Hemignathus munroi
Hemignathus munroi là một loài chim trong họ Fringillidae.